# ديفيد شابيرو (شاعر)
ديفيد شابيرو (بالإنجليزية: David Shapiro)‏ هو شاعر أمريكي، ولد في 2 يناير 1947.

## وصلات خارجية
- ديفيد شابيرو على موقع ميوزك برينز (الإنجليزية)